# Maurice Auslander
Maurice Auslander (Brooklyn, 3 augustus 1926 - Trondheim, 18 november 1994) was een Amerikaans wiskundige, vooral actief op de vlakken van commutatieve- en homologische algebra. Hij bewees met de Auslander-Buchsbaum-stelling dat normale lokale ringen facultatief zijn. Daarnaast ontwikkelde hij de Auslander-Buchsbaumformule en de Auslander-Reitentheorie, en introduceerde hij Auslander-algebra.
Auslander behaalde zijn bachelor en Doctor of Philosophy (1954) aan de Columbia-universiteit. Hij was professor aan de Brandeis-universiteit van 1957 tot aan zijn dood in Trondheim, Noorwegen. In 1971 werd hij geëerd door de American Academy of Arts and Sciences.